# Morti nel 1082
| Questa pagina contiene informazioni ricavate automaticamente dalle voci biografiche con l'ausilio del template Bio e di un bot. L'aggiornamento è periodico e automatico e ricostruisce completamente la pagina. Se manca una persona in questa lista, sei pregato di non aggiungerla, ma accertati piuttosto che la sua voce biografica contenga il template Bio e che i dati anagrafici siano correttamente compilati. Se il template Bio manca, inseriscilo tu stesso o, in alternativa, metti l'avviso {{tmp\|Bio}} che ne segnala la mancanza. Se i dati riportati sono sbagliati, correggi direttamente la voce biografica; le modifiche saranno visibili in questa lista entro pochi giorni. Per chiarimenti vedi il progetto biografie. La lista contiene solo le 9 persone che sono citate nell'enciclopedia e per le quali è stato implementato correttamente il template Bio. Pagina aggiornata al 26 apr 2025. |

- 4 maggio - Lotario Udo II della marca del Nord, nobile tedesco
- 27 giugno - Ferdinando d'Aragona, vescovo e santo spagnolo (n. 1030)
- 30 settembre - Simone di Crépy, religioso francese (n. 1048)
- 6 dicembre - Raimondo Berengario II di Barcellona, conte (n. 1054)
- Adalberone II di Stiria, nobile austriaco
- Mariano Scoto, monaco cristiano e storico irlandese (n. 1028)
- Teodorico flamens, nobile
- Vifredo VI, conte
- Daini no Sanmi, poeta giapponese (n. 999)